# Alam Mir
Alam Mir (ur. 1944) – afgański zapaśnik, olimpijczyk.
Reprezentował Afganistan na Letnich Igrzyskach Olimpijskich 1972, które odbyły się w Monachium.